# 正解
| ウィキペディアには「正解」という見出しの百科事典記事はありません（タイトルに「正解」を含むページの一覧/「正解」で始まるページの一覧）。 代わりにウィクショナリーのページ「正解」が役に立つかもしれません。 |